# Nils Gründer

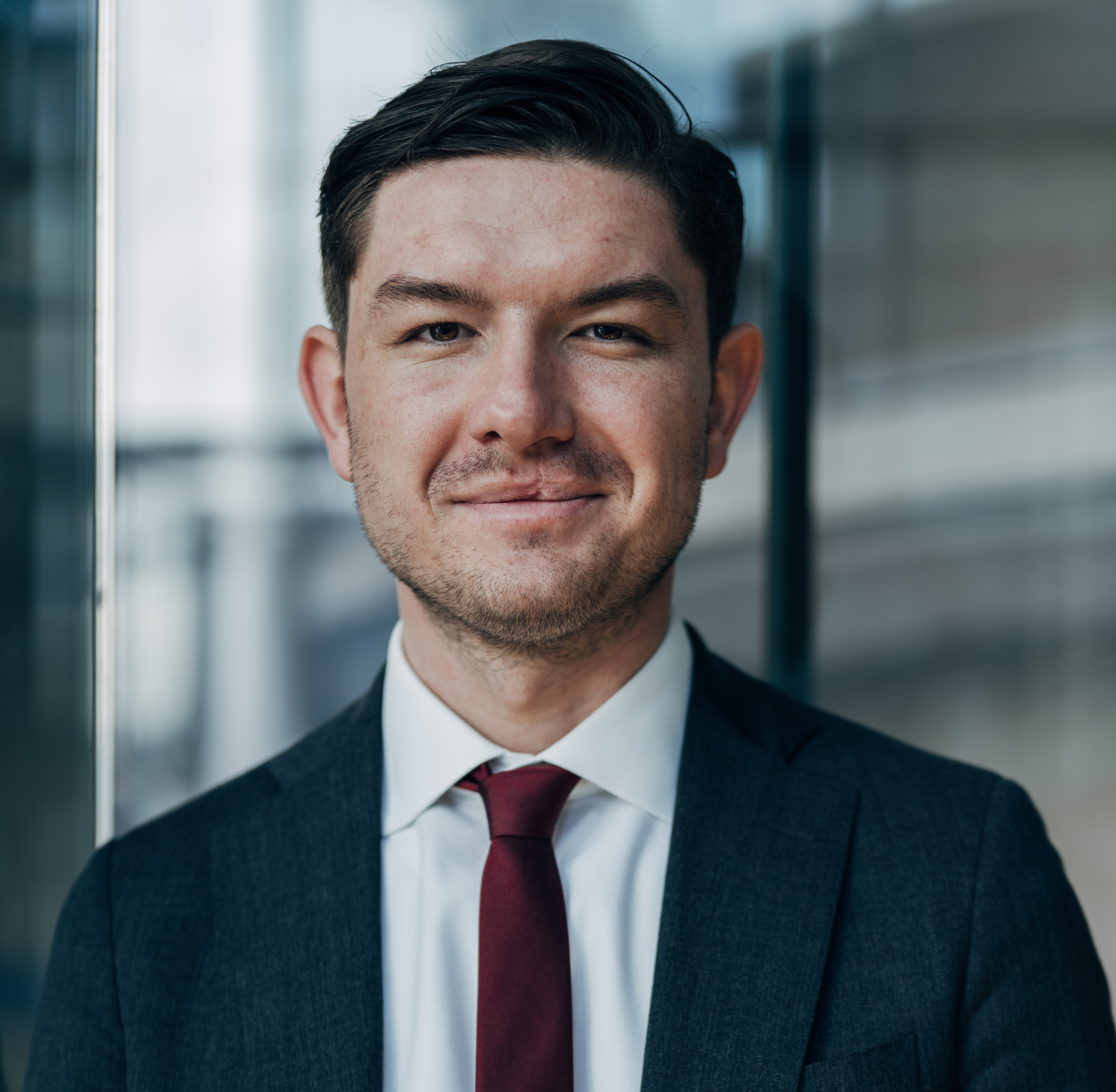
Nils Gründer (Foto: Stefan Trocha)

Nils Jan Gründer (* 23. Mai 1997 in Nürnberg) ist ein deutscher Politiker (FDP). Von August 2022 bis März 2025 war er Mitglied des Deutschen Bundestages.

## Leben
Gründer wuchs in Pyrbaum und in Neumarkt in der Oberpfalz auf, wo er 2016 am dortigen Ostendorfer-Gymnasium sein Abitur absolvierte. Im Anschluss studierte er zunächst Politikwissenschaften und wechselte 2020 auf Volkswirtschaftslehre an der Universität Göttingen. Während seines Studiums war Gründer zunächst als Studentischer Mitarbeiter des Bundestagsabgeordneten Lukas Köhler sowie als Account Manager einer PR-Agentur tätig.

## Politik
Im Jahr 2015 trat Gründer der FDP Bayern und den Jungen Liberalen bei. Bei der Landtagswahl in Bayern 2018 war er Direktkandidat im Stimmkreis Neumarkt in der Oberpfalz, verfehlte jedoch den Einzug in den Landtag. Von 2018 bis 2020 war er stellvertretender Landesvorsitzender für Programmatik der Jungen Liberalen Bayern. Zur Bundestagswahl 2021 trat er als Direktkandidat im Bundestagswahlkreis Amberg und auf Platz 15 der Landesliste an und verfehlte zunächst den Einzug in den Bundestag. Er war erster Nachrücker auf der FDP-Landesliste und rückte daher am 2. August 2022 für Thomas Sattelberger in den Bundestag nach. Dort war er jüngster Abgeordneter seiner Fraktion. In der 20. Legislaturperiode war er Mitglied im Verteidigungsausschuss des Deutschen Bundestags sowie stellvertretendes Mitglied im 1. Untersuchungsausschuss der 20. Wahlperiode des Deutschen Bundestages. Bis Herbst 2024 war Gründer zudem Obmann der FDP-Fraktion im Parlamentarischen Beirat für nachhaltige Entwicklung und Mitglied im Ausschuss für Ausschuss für Umwelt, Naturschutz, nukleare Sicherheit und Verbraucherschutz.
In seiner Funktion als Verteidigungs- und Umweltpolitiker hielt Nils Gründer innerhalb von zweieinhalb Jahren 24 Reden im Plenum des Deutschen Bundestags. Vor allem für die Anliegen der Bundeswehr machte Gründer sich von Beginn an stark. Am 4. Juni 2024 wurde Nils Gründer von der FDP-Bundestagsfraktion zum Sprecher für die Zukunft der Bundeswehr ernannt. Als Berichterstatter der FDP-Fraktion für das Soldatenrecht verhandelte Gründer das „Gesetz zur weiteren Stärkung der personellen Einsatzbereitschaft und zur Änderung von Vorschriften für die Bundeswehr“ (kurz: Artikelgesetz Zeitenwende) und setze hierbei u. a. die Abschaffung der Hinzuverdienstgrenzen für pensionierte Soldatinnen und Soldaten durch.
Neben seiner Tätigkeit im Bundestag amtiert Gründer derzeit als stellvertretender Kreisvorsitzender der FDP Neumarkt.
Auf der Landesvertreterversammlung der FDP Bayern am 23. Dezember 2024 in Ingolstadt trat Gründer als Spitzenkandidat der Jungen Liberalen in einer Kampfkandidatur gegen den stellvertretenden Landesvorsitzenden und Bezirksvorsitzenden der FDP Oberpfalz Ulrich Lechte an. Gründer waren zuvor kaum Chancen gegen den, aufgrund seiner langjährigen Parteiämter, als gesetzt geltenden Lechte eingeräumt worden. Gründer gewann die Wahl jedoch mit deutlicher Mehrheit und trat auf Listenplatz 7 der FDP Bayern zur Bundestagswahl am 23. Februar 2025 an. Jedoch schied er auf Grund des Scheitern der FDP an der Fünf-Prozent-Hürde aus dem Bundestag aus.